# Mirrormont
Mirrormont – jednostka osadnicza w Stanach Zjednoczonych, w stanie Waszyngton, w hrabstwie King.